# Yangon United FC
Yangon United is een voetbalclub uit Yangon, Myanmar. Yangon speelt in de Myanmar National League, de eerste voetbalklasse in Myanmar.

## Geschiedenis
In 2011, amper twee jaar na de oprichting, werd Yangon voor de eerste maal kampioen in Myanmar.
Yangons laagste klassering in de Myanmar National League is vierde.

## Erelijst
Myanmar National League (5): 2011, 2012, 2013, 2015, 2018
Ayeyawady United ·
Hanthawaddy United · 
Magwe · 
Myawady · 
Rakhine United · 
Sagaing United · 
Shan United · 
Southern Myanmar · 
Yadanabon · 
Yangon United · 
GFA · 
Zwegabin United